# 白水羊头

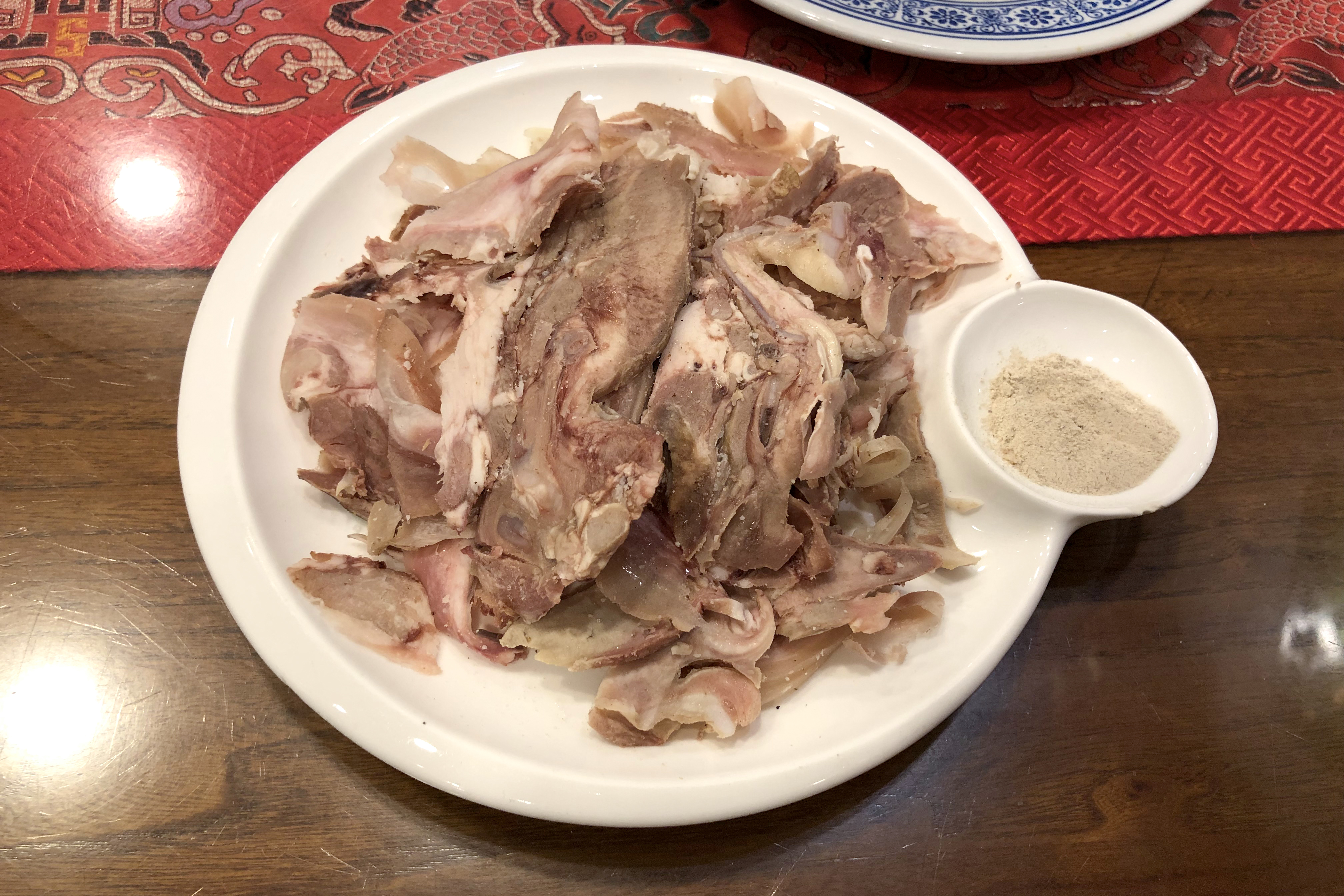
一份已经切好并配上椒盐的白水羊头。

白水羊头是一道北京菜。顾名思义，白水羊头在制作过程中，会以不加调料的清水炖煮羊头。

## 简介
中国清朝道光年间，北京的一位回民厨师马纪元发明了白水羊头，这也是北京老字号“羊头马”的发端。至今“羊头马”的白水羊头仍是此菜的代表。
制作白水羊头，首先要将羊头充分刷洗。羊头用清水煮好后，将羊头肉按照一定步骤拆下，去掉多余杂物，再放入冷水中浸泡一段时间，以使其肉质脆嫩、便于切片。食用时先切成薄片，再佐以特制的椒盐食用。